# Wesmaelius fulvus
Wesmaelius fulvus is een insect uit de familie van de bruine gaasvliegen (Hemerobiidae), die tot de orde netvleugeligen (Neuroptera) behoort. 
Wesmaelius fulvus is voor het eerst wetenschappelijk beschreven door Navás in 1918.